# Maison Bruil
La Maison Bruil, indicata per esteso come museo etnografico Maison Bruil - Maison de l'alimentation, museo dell'alimentazione alpina o ancora museo dell'alimentazione della Valle d'Aosta, è un museo etnografico di Introd dedicato alle antiche tecniche di conservazione e trasformazione degli alimenti in Valle d'Aosta.

## Descrizione
La Maison Bruil si trova in località Villes-Dessus, nei pressi del parc animalier d'Introd.
Il complesso architettonico della casa museo è evoluto secondo diverse fasi costruttive successive, databili tra il 1680 e il 1856, e rappresenta «il maggior esempio architettonico del XVII secolo nella vallata del Gran Paradiso».
La Maison Bruil si presenta come una casa rurale a funzioni concentrate, costruita come tutte le abitazioni contadine dell'arco alpino in pietra e legno, in cui i differenti corpi di fabbrica, ricostruiti fedelmente con il restauro, sono adibiti a funzioni specifiche. Il percorso museale si sviluppa lungo i diversi locali interni disposti su tre piani: la crotta, lo boi, il crotteun, il peillo, la ghiacciaia naturale, le zone per l'essiccazione e il solaio.

## La mostra
La casa museo ospita l'esposizione Conservare il ricordo… ricordarsi per conservare (in francese Conserver le souvenir… se souvenir pour conserver), inaugurata nel 2005 e organizzata dal Bureau régional pour l'ethnologie et la linguistique (BREL) in collaborazione con il Comune di Introd e la Fondation Grand-Paradis, nell'ambito di un progetto Interreg. Fino agli anni 2010 era gestita dalla Fondation Grand-Paradis.
L'allestimento museale prevede due nuclei principali: una prima parte della visita attraversa gli ambienti funzionali della casa rurale alla scoperta delle tecniche tradizionali di conservazione del cibo quali la salatura, l'essiccazione, la conservazione al freddo o l'isolamento dall'aria. Una seconda parte più interattiva è dedicata alla scoperta multi-sensoriale dell'eredità culinaria delle Alpi, con testimonianze in dialetto e supporti audiovisivi.

## Il ruolo del museo, tra conservazione e promozione
La Maison Bruil si prefigge lo scopo di preservare la storia dell'alimentazione in ambiente alpino e tramandarne la memoria.
Il museo organizza visite e animazioni didattiche per le scuole, con degustazione finale, ed è attrezzata di una sala conferenze da 40 posti con una superficie di 43,5 metri quadri, sede di convegni e tavole rotonde, tra cui si ricorda La specificità dell'architettura in montagna del luglio 2008.
Alla vocazione primaria di museo dell'alimentazione la Maison Bruil affianca il ruolo di propulsore dei prodotti locali, in relazione con il territorio e gli stakeholders valdostani. La Maison Bruil ospita l'Atelier du Goût, atelier per la presentazione e la degustazione dei prodotti agroalimentari del territorio del Gran Paradiso proposti dai produttori locali, veri detentori del saper fare e dell'eredità culturale enogastronomica, mentre il sito web della Maison Bruil, Tascapan, è una piattaforma per la vendita di prodotti enogastronomici locali on line. 
Dal 2014 alla Maison Bruil è presente un Punto Parco del Parco nazionale del Gran Paradiso, dedicato alla promozione dei prodotti promossi col Marchio di Qualità Gran Paradiso.

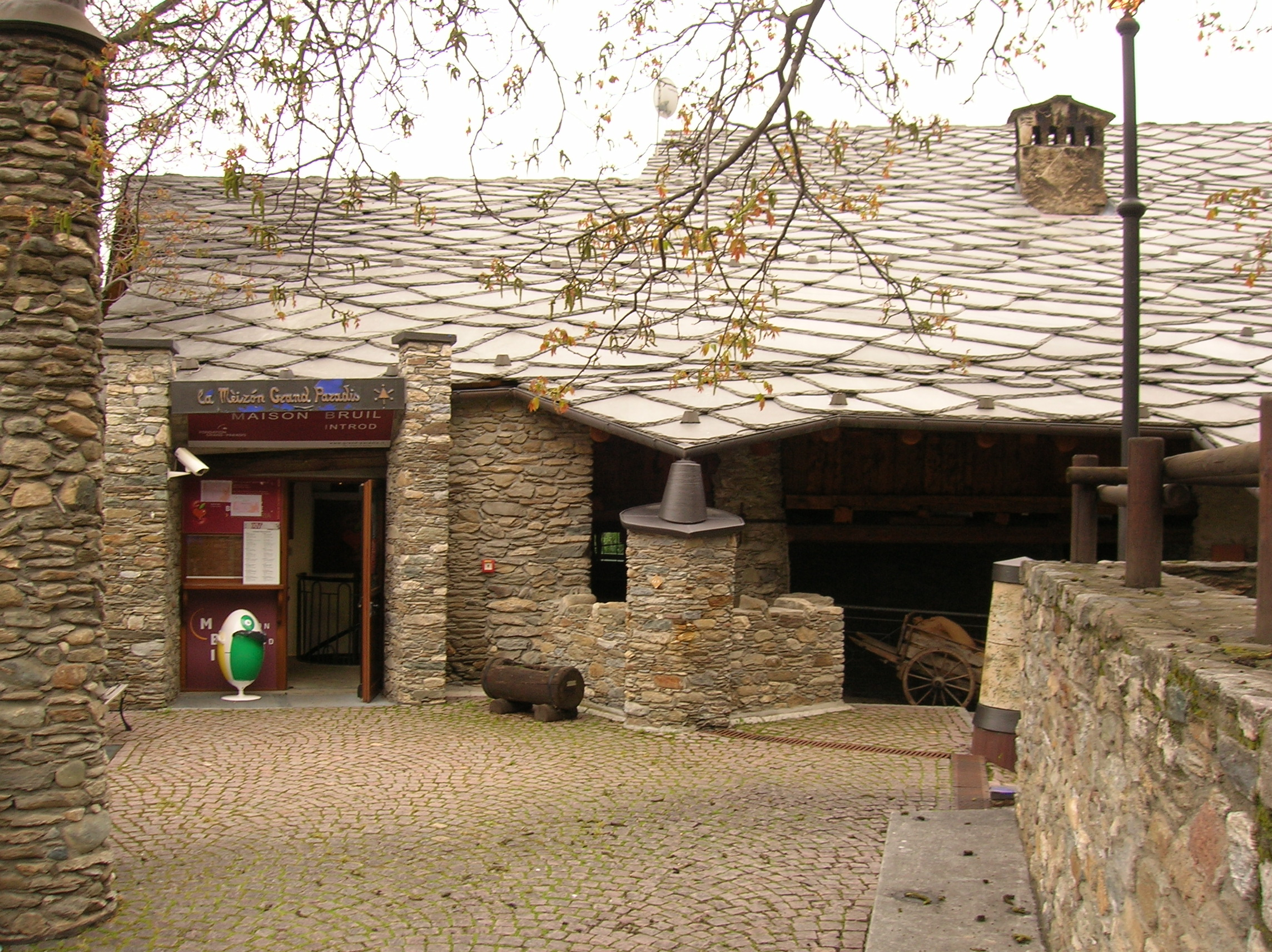
L'ingresso della Maison Bruil, fotografata in occasione della Settimana della Cultura del 2012.
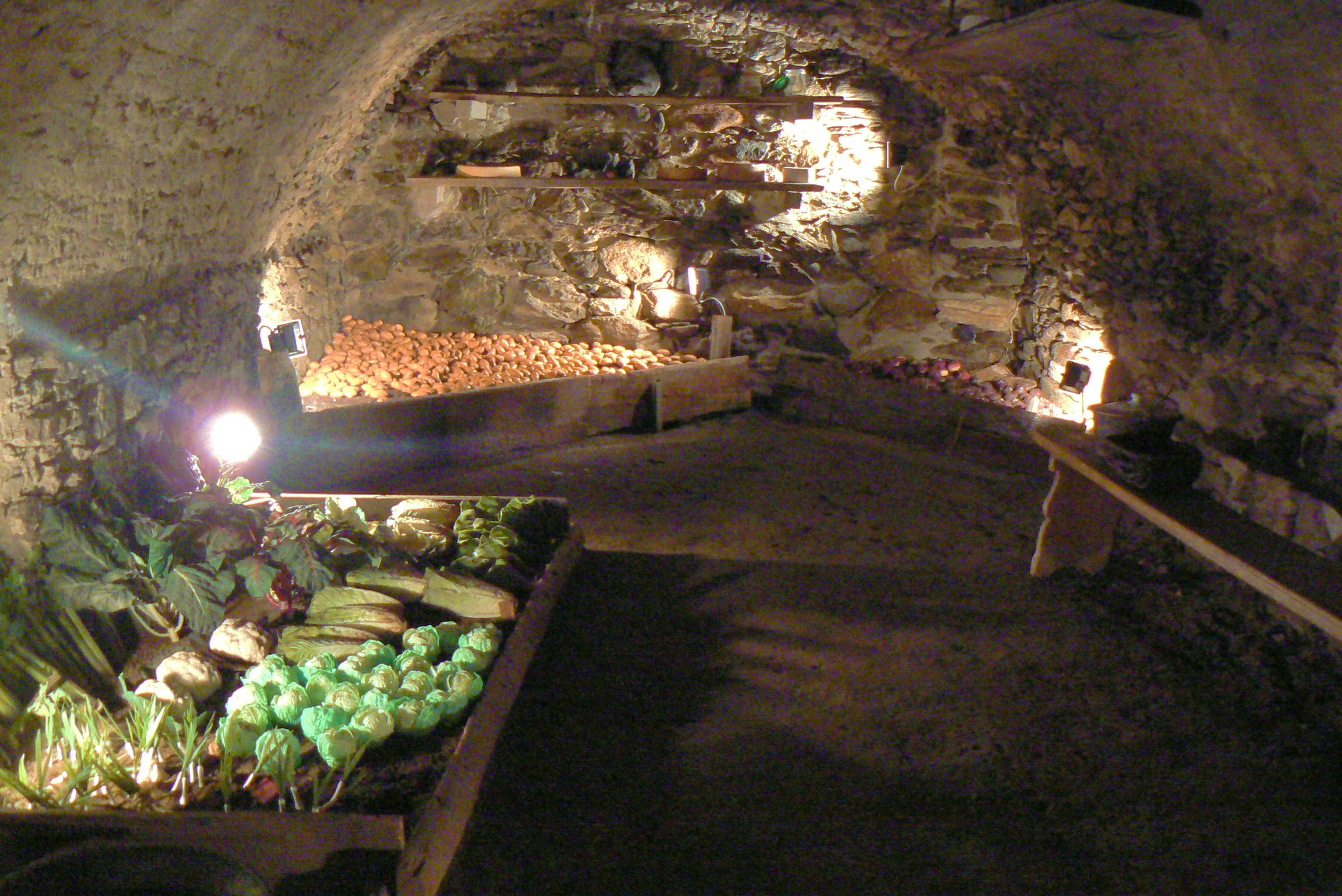
La crotta, cantina in cui si conservano al fresco le verdure (a contatto della terra) e le patate.
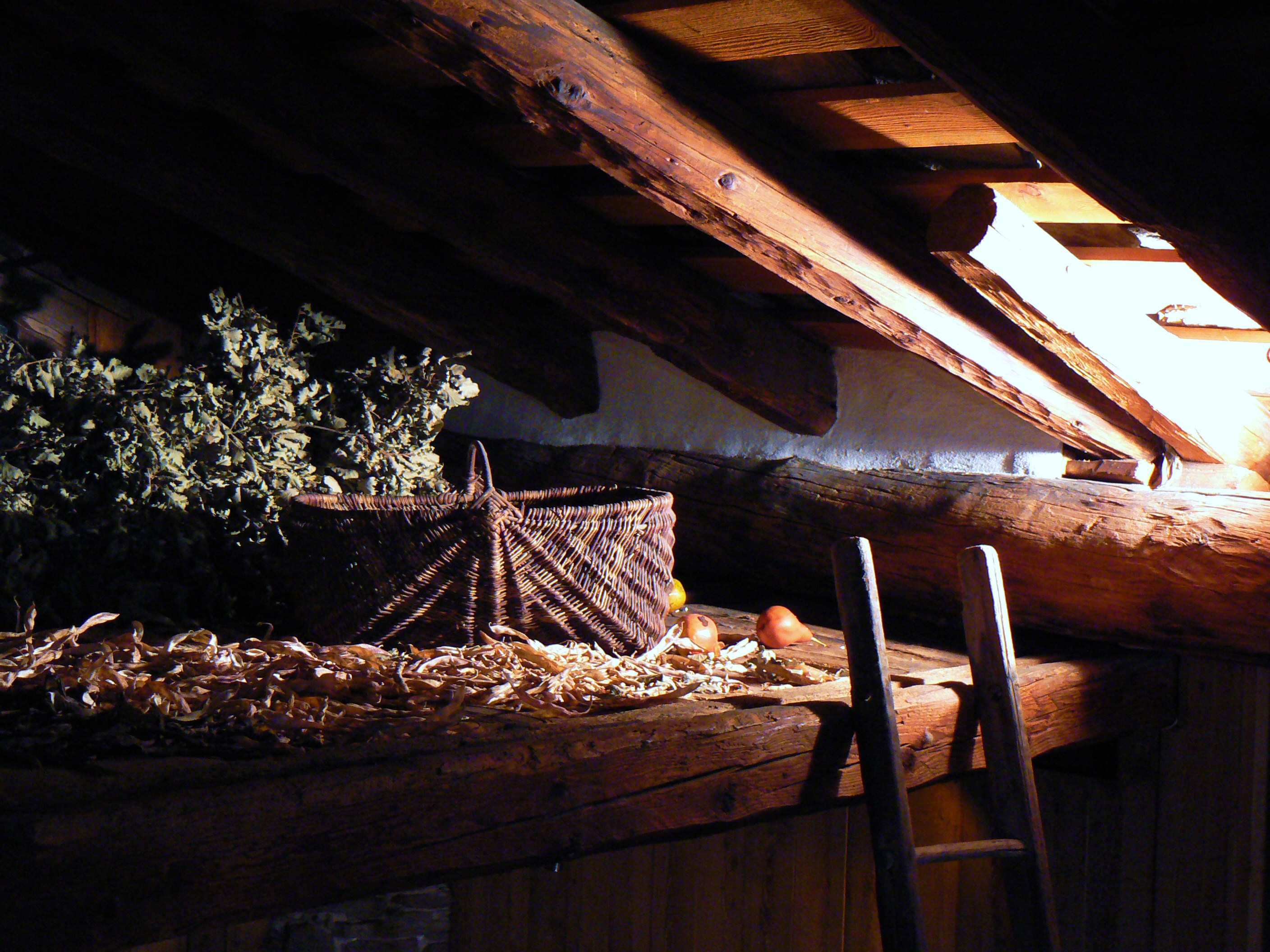
Pere e cesto in vimini.
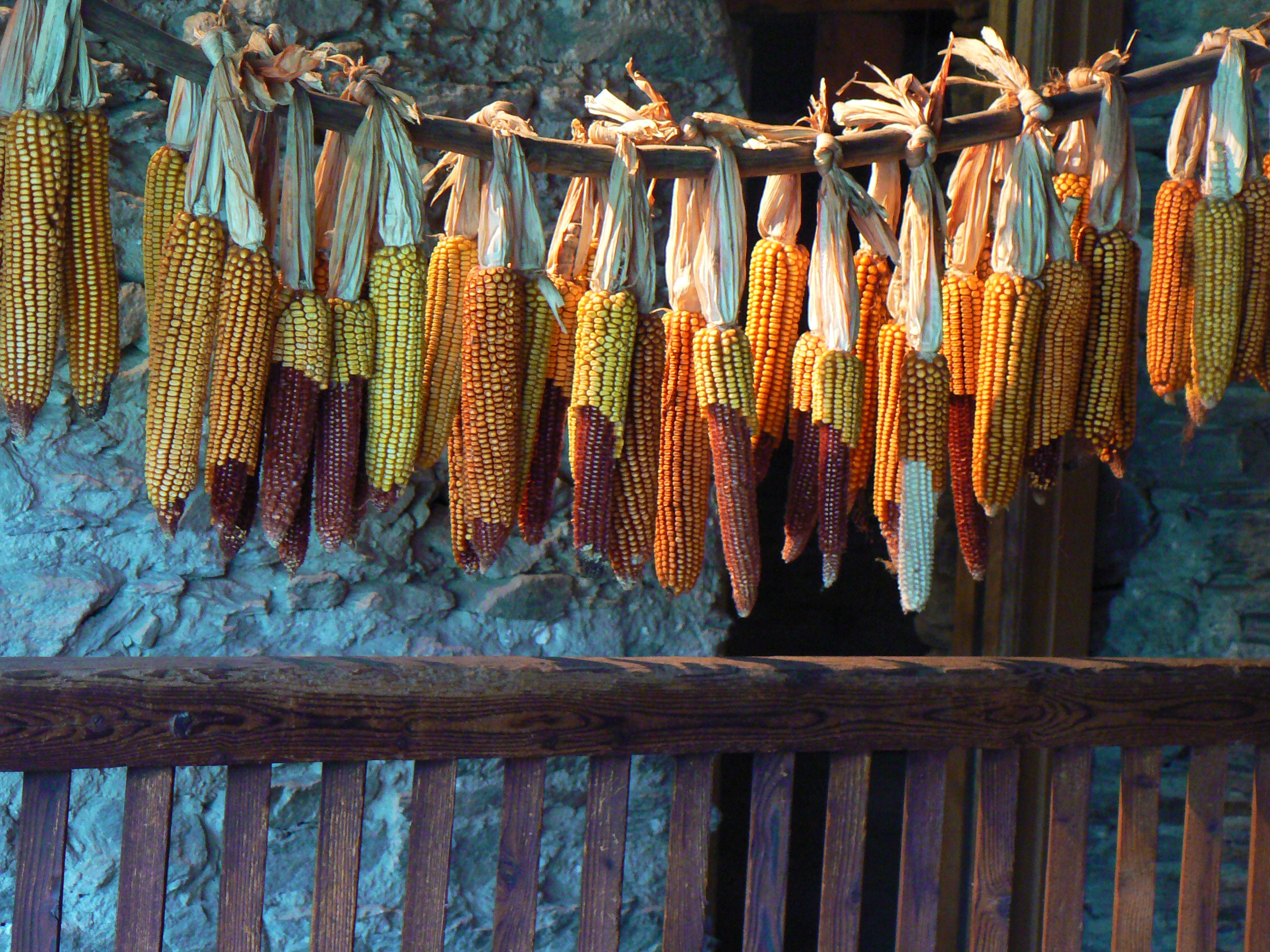
Essiccazione delle pannocchie di granturco.